# Benavides
Benavides è un comune spagnolo situato nella comunità autonoma di Castiglia e León.